# Jiří Sovák
Jiří Sovák (* 27. Dezember 1920 in Prag als Jiří Schmitzer; † 6. September 2000 ebenda) war ein tschechischer Schauspieler.

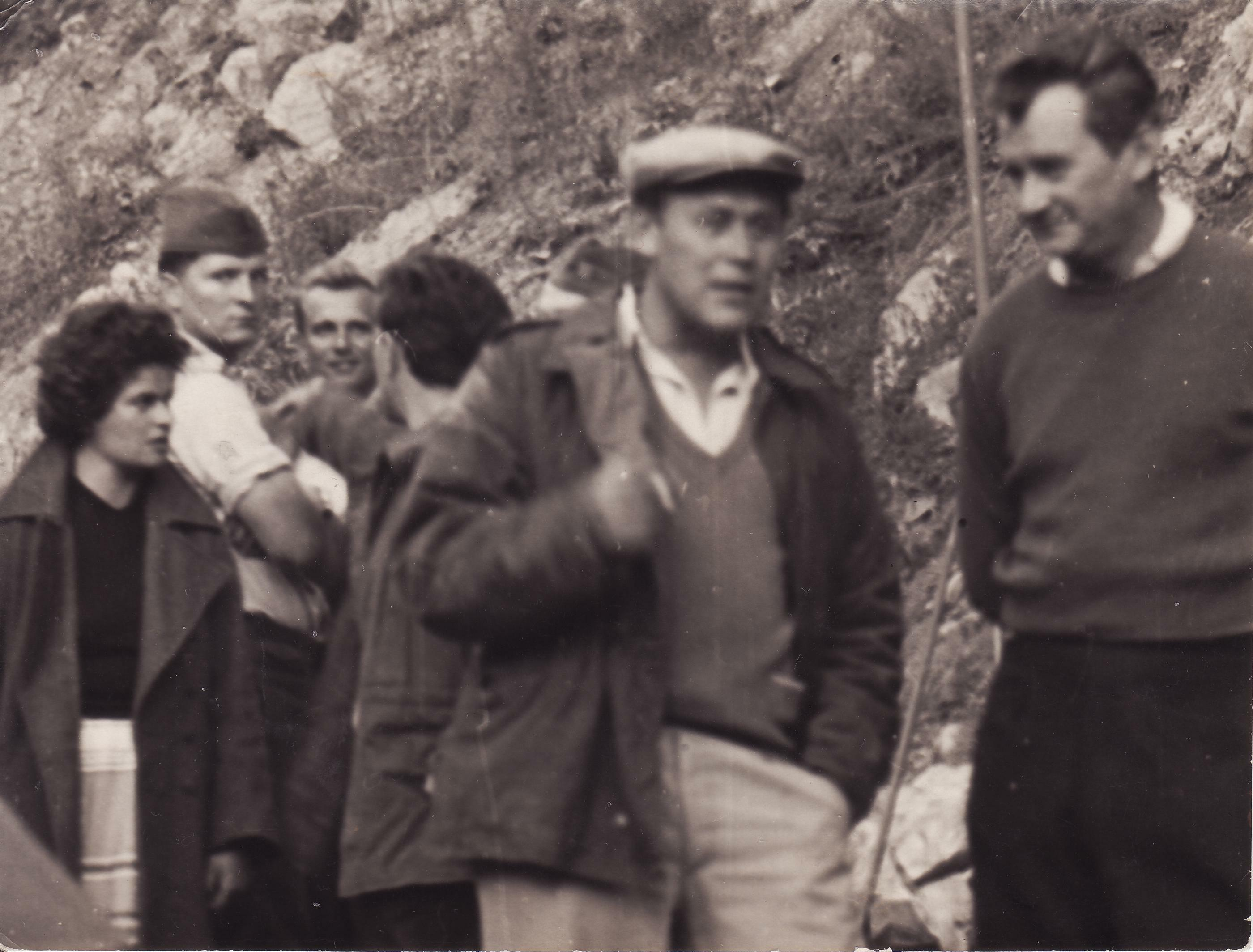
Jiří Sovák - A Song about a Grey Pigeon 1961.

## Biografie
Sovák erlernte zunächst den Beruf des Elektrikers und arbeitete nebenher als Laiendarsteller. Schließlich verlagerte er seinen beruflichen Schwerpunkt ganz auf die Schauspielerei und besuchte das Prager Konservatorium für Schauspiel. 1942 erhielt er ebenfalls in Prag sein erstes Bühnenengagement. Nach Ende des Zweiten Weltkrieges arbeitete der renommierte Bühnendarsteller, der Jahrzehnte zum Ensemble des Prager Nationaltheaters gehörte, auch vermehrt für Filmproduktionen.
Populär wurde Sovák durch Rollen im komischen Fach. Diese spielte er in Filmen der unterschiedlichsten Genres, so auch im phantastischen Film (Ich habe Einstein umgebracht), Krimis (Alte Kriminalfälle), Kinder- und Jugendserien (Der fliegende Ferdinand, Pan Tau). Besonderer Beliebtheit erfreut sich zudem der von Sovák verkörperte Hofzauberer Theophil Vigo aus der phantasievollen Serie Die Märchenbraut sowie deren Fortsetzung Die Rückkehr der Märchenbraut.
Am 6. September 2000 starb Sovák im Alter von 79 Jahren in seiner Heimatstadt Prag. Sein Sohn Jiří Schmitzer (jr.) ist ebenfalls als Schauspieler tätig.

## Filmografie (Auswahl)
| - 1947: Nikdo nic neví - 1954: Die Spur führt zum Hafen (Severni pristav) - 1956: Meine Frau und ich (Kudy kam) - 1957: Jahrgang 21 (Co-Produktion mit der DDR) - 1958: Der Tod im Sattel (Smrt v sedle) - 1959: Gevatter Tod (Darbujan a pandrhola) - 1959: Wo der Teufel nicht hinkam (Kkam sert nemuze) - 1960: Ich überlebte meinen Tod (Prezil jsem svou smrt) - 1960: Vom Mond gefallen (Spadla s mesíce) - 1963: Seine Majestät – Kollege König (Král králu) - 1963: Wenn der Kater kommt (Až přijde kocour) - 1964/65: Der Teppichsammler und der Heiratsschwindler (Cintamani & podvodník) - 1966: Der Schatz des Byzantiners (Poklad byzantskeho kupce) - 1967: Das Ende des Geheimagenten W4C mit Hilfe des Hundes von Herrn Foutska (Konec agenta W4C prostrednictvím psa pana Foustky) - 1967: Streng geheime Premieren (Prísne tajné premiéry) - 1969: Alte Kriminalfälle (Hříšní lidé města pražského) - 1970: Der Mörder auf den Schienen (Na kolejích ceká vrah) - 1970: Trügerische Liebesspiele (Hry lásky sálivé) - 1970: Ich habe Einstein umgebracht (Zabil jsem Einsteina, pánové) - 1971: Dem Narbengesicht auf der Spur (Clovek neni sam) - 1971: Der junge Herr Vek (F. L. Věk) | - 1972: Sechs Bären und ein Clown (Sest medvedu s Cibulkou) - 1973: 1 + 3 = 4 (Tri nevinni) - 1974: Ein Stern steigt auf (Hvezda pada vzhuru) - 1974: Es war einmal ein Haus (Byl jednou jeden dům) - 1975: Elefantensolo mit Orchesterbegleitung (Solo dlja slona s orkestrom) - 1975: Pan Tau - 1975: Ein fideles Haus (Chalupáři) (Fernsehserie) - 1977: Unsere Geister sollen leben! (At zijí duchové) - 1977: Wie man Dornröschen wachküßt (Jak se budí princezny) - 1977: Zirkus im Zirkus (Cirkus v cirkuse) - 1977: Wie wäre es mit Spinat? (Což takhle dát si špenát? ) - 1979: Die Märchenbraut (Arabela) - 1980: Wenn wir erstmal reich sind... (Co je doma, to se pocítá, pánové ...) - 1984: Ein Haus mit tausend Gesichtern (My Vsichni Skolou Povinni) - 1984: Der fliegende Ferdinand (Létající Čestmír) - 1986: Junger Wein (Mlade vino) - 1988: Ein Hamster im Nachthemd (Křeček v noční košili) - 1989: Wir bleiben treu - 1990: Die Rückkehr der Märchenbraut (Arabela se vrací) - 1991: Das Geheimnis der weißen Hirsche (Území bílých králů) - 1991: Der Froschkönig (Žabí král) - 1996: Kolya (Kolja) |

## Auszeichnungen
- 1968 – Verdienter Künstler